# 罪の継承 〜ORIGINAL SIN〜
『罪の継承 〜ORIGINAL SIN〜』（つみのけいしょう オリジナル シン）は、2017年3月22日に発売されたGACKTのシングル。通算48枚目のシングルである。

## 解説
- 前作『キミだけのボクでいるから』から約4か月でのリリースとなる。なお、本作発売前となる2017年2月22日からiTunes、レコチョク、ドワンゴなどから先行配信がスタートすることが決定されている。

## 収録曲

### CD
1. 罪の継承 〜ORIGINAL SIN〜
UHFアニメ・あにめのめ『TRICKSTER -江戸川乱歩「少年探偵団」より-』エンディングテーマ。前作と同様にアニメの主題歌のタイアップとなっている。
2. 罪の継承 〜ORIGINAL SIN〜 (Orchestra Ver.)
表題曲のオーケストラバージョンが収録されたのは、46枚目のシングル『ARROW』以来2作品ぶりとなっている。
3. 罪の継承 〜ORIGINAL SIN〜 (-Instrumental-)

### 初回限定盤 DVD
1. 罪の継承 〜ORIGINAL SIN〜 PV